# Tijerila

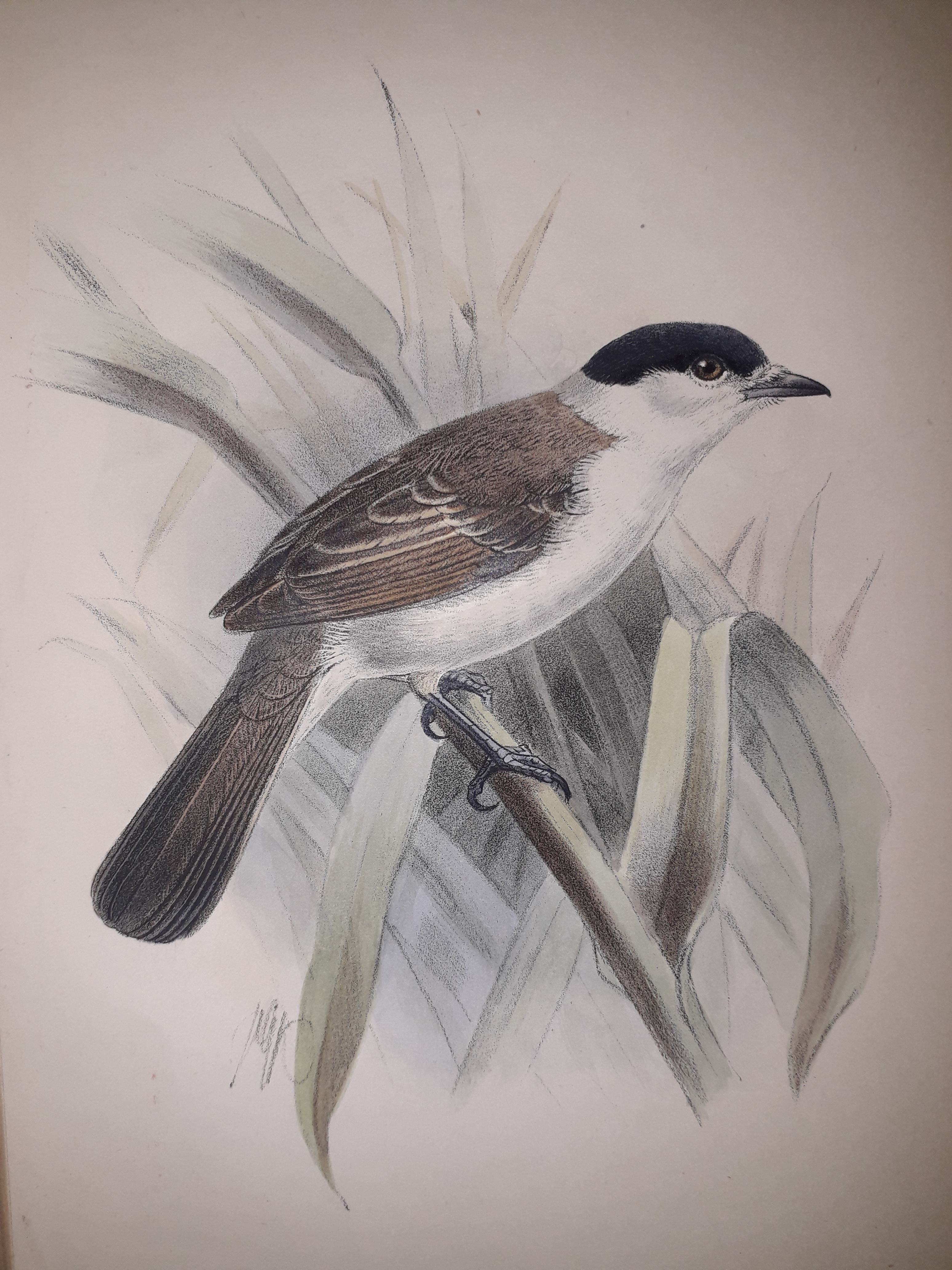
Xenopsaris albinucha Keulemans 1893

Tijerila (nome científico: Xenopsaris albinucha) é uma espécie de pássaro da família Tityridae. Costumava ser colocado na família Tyrannidae, mas evidências mostraram estar na família Tytyridae , onde está hoje classificado pela SACC.
É encontrando na Argentina, Bolívia, Brasil, Paraguai, e Venezuela. Seu habitat natural são florestas subtropicais ou tropicais secas.